# Michel Dupuis
Michel Dupuis (* 1950 bei Versailles) ist ein französischer Koch und Gastronom, der seit 1980 in München lebt.

## Werdegang
In den 1970er Jahren arbeitete Dupuis im berühmten Restaurant Taillevent in Paris (ab 1973 drei Michelinsterne), danach im Barriere de Clichy mit Guy Savoy.
1980 kam er nach München und lernte Eckart Witzigmann kennen. Ab 1983 betrieb er als Sommelier mit Karl Ederer das Restaurant Glockenbach in München, das 1995 mit einem Michelinstern ausgezeichnet wurde. 1996 eröffnete er das Restaurant Dukatz im Literaturhaus. 2010 zog es in den Schäfflerhof um. Außerdem führte er die Pâtisserie Dukatz mit Filialen im Lehel und im Glockenbachviertel. 2013 verkauften die Dukatz-Chefs an ihren Koch Johann Rappenglück. Auch die Pâtisserien Dukatz verkaufte Dupuis.
2013 eröffnete Dupuis das Restaurant No. 15 mit seiner Frau Aysun in der Neureutherstraße 15 in München, das 2015 mit einem Stern ausgezeichnet wurde. 2018 schloss er das Restaurant.
Im Mai 2019 öffnete Karl Ederer das Restaurant Ederer, erneut mit Michel Dupuis im Team.

## Auszeichnungen
- 2014: Ein Stern im Guide Michelin 2015 für das No. 15 in München